# Palais Tobia-Pallavicino
Le palais Tobia Pallavicino ou palais Carrega-Cataldi est un édifice historique situé 4 via Garibaldi dans le centre historique de Gênes. Il fait partie des 42 palais des Rolli de Gênes qui ont été inscrits le 13 juillet 2006 sur la liste du patrimoine mondial par l'UNESCO. Le bâtiment est aujourd'hui le siège de la Chambre de Commerce de Gênes.

## Histoire et description

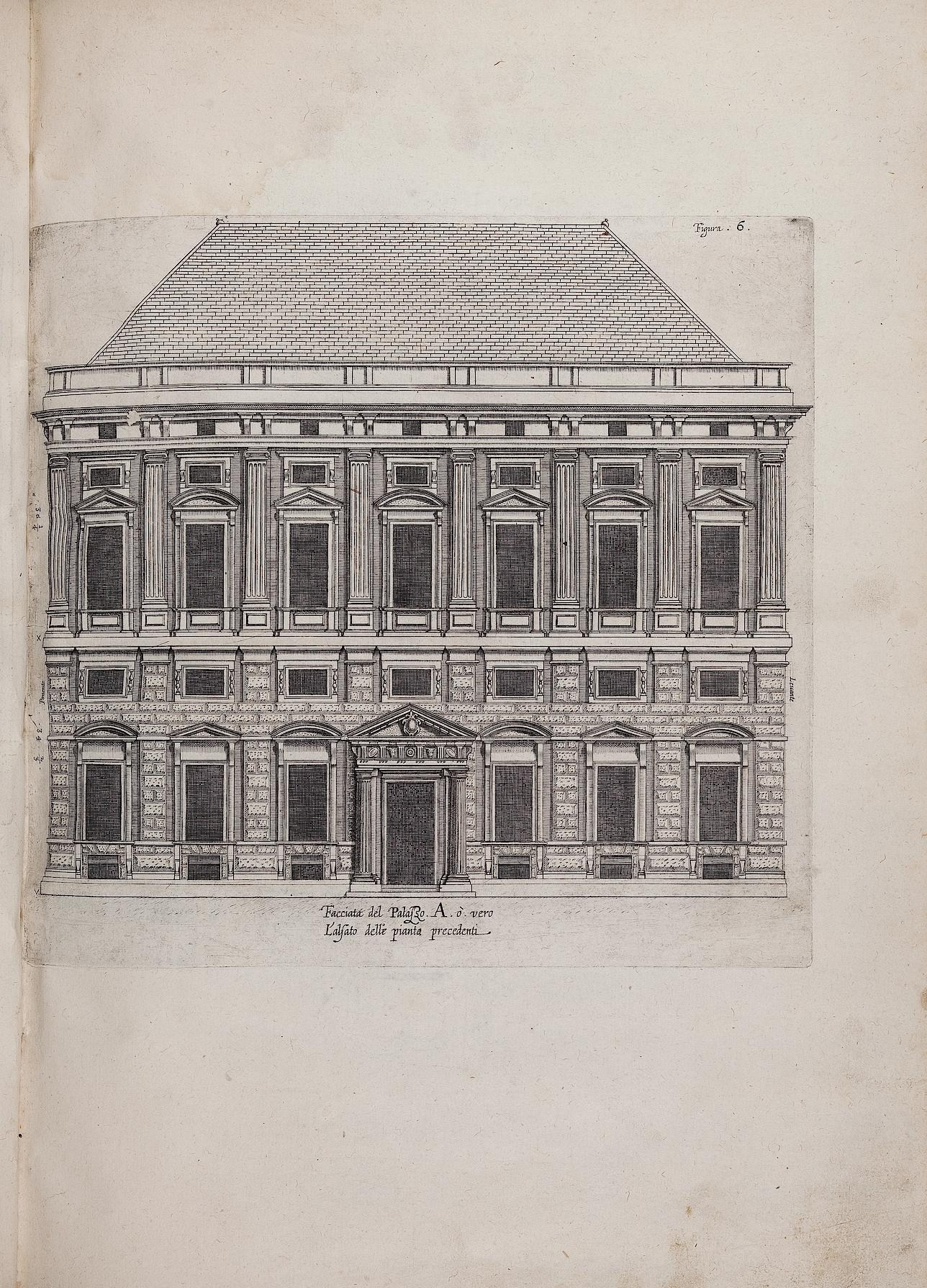
Rubens, Palais de Gênes, Anvers - 1622

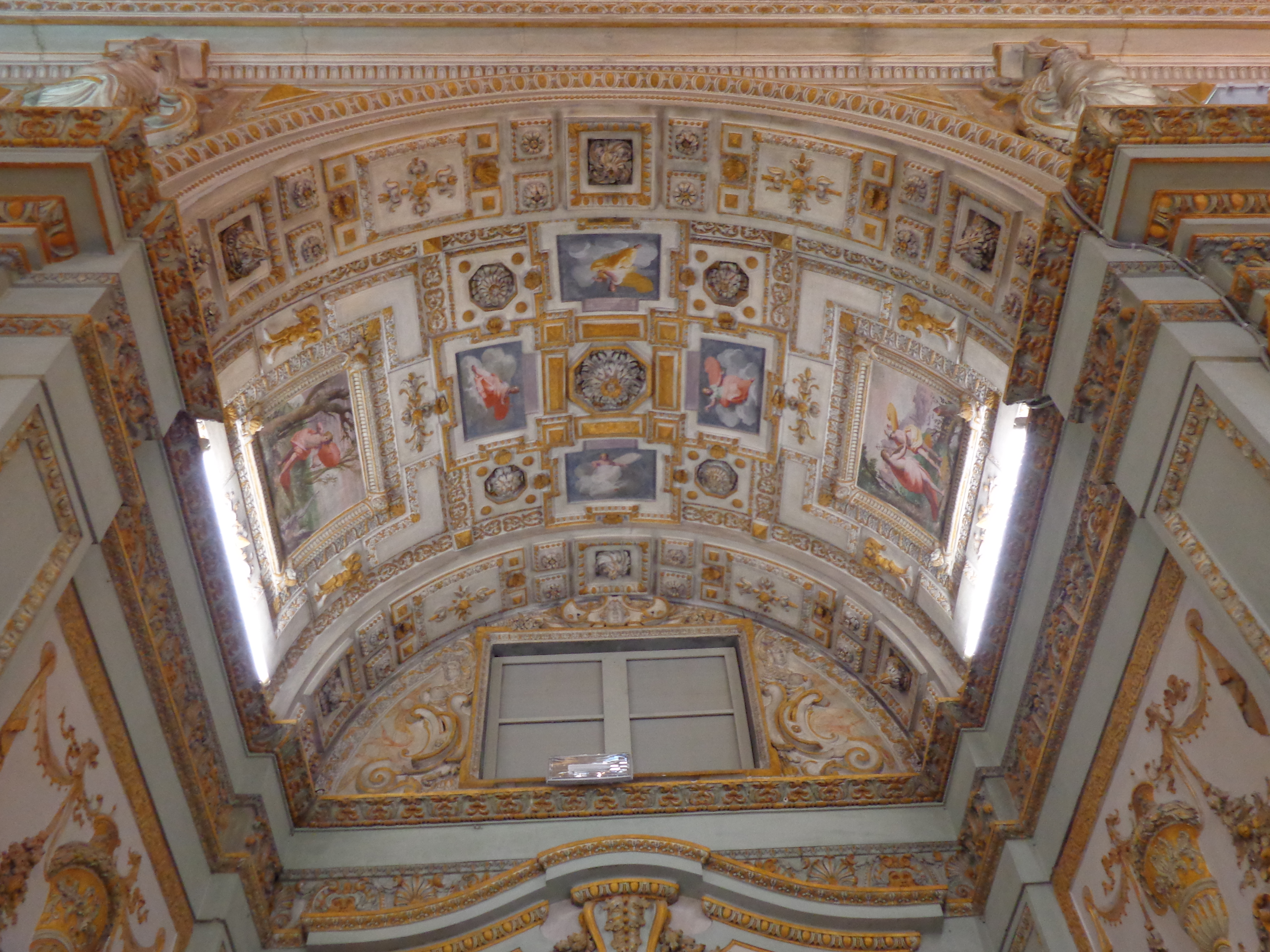
Giovanni Battista Castello, voûte de l'atrium.

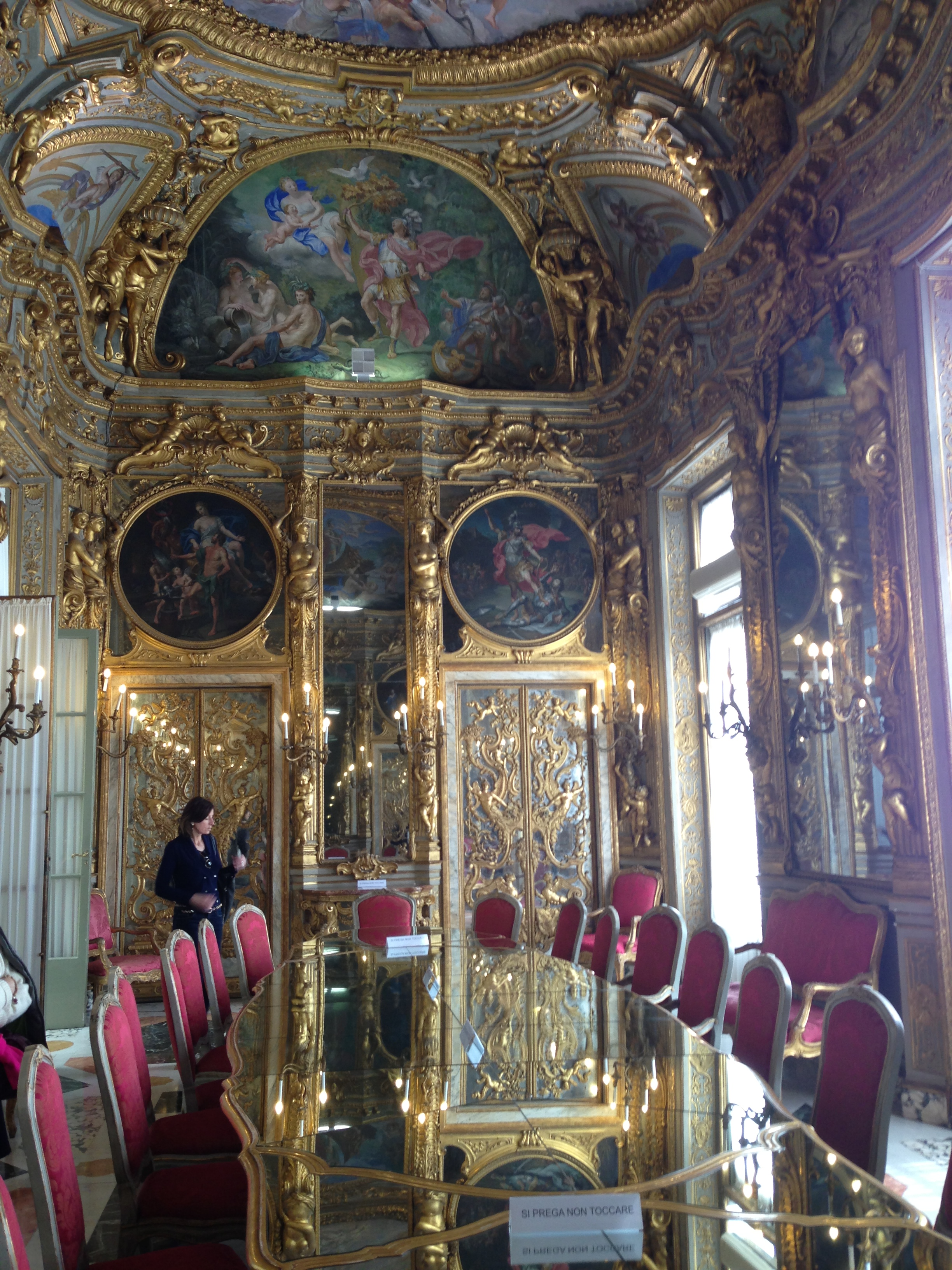
Lorenzo De Ferrari, Galerie dorée, 1734-1744.

Le palais a été construit entre 1558 et 1561 pour Tobia Pallavicino par Giovanni Battista Castello (il Bergamasco) avec la collaboration de Bartolomeo Riccio, Domenico Solari et Antonio Roderio. Il s'agit de la première œuvre connue réalisée à Gênes par le natif de Bergame, sur laquelle il a travaillé simultanément avec la décoration de la villa suburbaine Pallavicino Peschiere, conçue quelques années plus tôt par Galeazzo Alessi. Tobia Pallavicino, un riche marchand, descendant de l'une des plus anciennes familles nobles de la ville, a occupé de nombreuses fonctions pour la république de Gênes. Il fut parmi les premiers à acheter un grand terrain pour la construction du palais familial surplombant la Strada Nuova conçue quelques années plus tôt par Cantoni, avec un jardin, qui disparut plus tard lors des agrandissements du XVIIIe siècle, qui s'ouvrait sur la Piazza del Ferro à l'arrière.
Dans la construction du palais, le Bergamasco, déjà actif dans sa ville natale en tant que décorateur et peintre de fresques, a procédé simultanément et de manière cohérente à la décoration des surfaces externes et internes. La clarté de la façade est Renaissance et clairement influencée par Alessio, avec le parement de pierres de taille au bossages bugnato au rez-de-chaussée, et les pilastres d'ordre ionique au premier étage qui marquent harmonieusement la façade.
Le bâtiment du XVIe siècle se composait d'un bloc cubique de deux étages plus deux mezzanines. Le bâtiment n'a pas subi de modifications importantes jusqu'au début du XVIIIe siècle, lorsqu'il est devenu la propriété de la famille Carrega et a été surélevé d'un étage et considérablement agrandi : deux ailes perpendiculaires ont été construites et le corps arrière délimité vers la Piazza del Ferro par une façade.

### La décoration duXVIesiècle
La décoration intérieure reflète les deux phases de la construction : en particulier, les deux vestibules du rez-de-chaussée et de l'étage noble nous sont parvenus intacts, entièrement recouverts d'un décor Renaissance tardive. Ici l'inspiration des modèles romains et notamment raphaélesques par Castello, auteur du projet et des fresques enserrées entre les stucs et les grotesques, est évidente. Au rez-de-chaussée, des cadres délicatement modulés en stuc blanc courent entre des décorations grotesques imaginatives et minutieuses et des fresques plus grandes représentant les divinités de l'Olympe en pied, tandis que Junon et Léda sont représentées dans les octogones centraux. Sur les murs latéraux et sur la voûte du vestibule de l'étage noble, plus lumineuse, les couleurs des décors deviennent plus intenses. Grâce à l'intervention du Bergamasco, ils sont également entièrement recouverts de stucs et de grotesques et de panneaux à fresques représentant Apollon Citharède avec les muses et des musiciens. Ici aussi l'unité du projet architectural et décoratif est manifeste.

### Décors duXVIIIesiècle
Deux salles en particulier appartiennent à la phase du XVIIIe siècle, la chapelle et la galerie dorée, chefs-d'œuvre du baroque génois tardif dû à Lorenzo De Ferrari, dont elles constituent les œuvres ultimes achevées peu avant sa mort en 1744. Dans les deux environnements, la décoration devient globale en fusionnant murs, plafonds, portes, miroirs et mobilier dans un dispositif scénographique sophistiqué destiné à émerveiller le spectateur.
La chapelle est un petit environnement clos, destiné à mettre en valeur la célèbre statue de la Vierge à l'Enfant (dite la Madone Carrega), sculptée par Pierre Puget vers 1680, laquelle est actuellement exposée au Musée de Sant'Agostino et qui a été remplacée par une copie en 2004. L'artiste utilise une architecture simulée en trompe-l'œil faite de stucs dorés et de fresques donnant l'aspect d'une colonnade ouverte sur le jardin, comme décor théâtral pour le groupe en marbre de la Vierge, qui se distingue par le contraste entre la blancheur du marbre et les couleurs du fond. De même, au plafond, l'architecture en stuc crée un oculus qui encadre la fresque d'une envolée d'anges. Les vantaux de la porte sont peints sur toile par le même peintre qui a représenté deux médaillons avec l'Annonciation et la Nativité.
La décoration complexe de la Galerie Dorée créée par De Ferrari probablement en collaboration avec Diego Francesco Carlone représente l'une des plus hautes réalisations du baroque génois tardif.
Elle est placée pour fermer la structure du XVIIIe siècle du bâtiment et est un exemple significatif du style rococo à Gênes. Elle a été entièrement conçue par De Ferrari entre 1734 et 1744 selon une conception unitaire mêlant stucs dorés, miroirs et fresques. L'ensemble du cycle décoratif s'inspire des récits d'Énée ; les épisodes les plus importants de l'Énéide se déroulent dans le médaillon central de la voûte et dans les tondi sur toile. Sur l'ovale de la voûte se trouve le Conseil des Dieux, avec Vénus, mère d'Énée en présence de Jupiter. Dans les deux grandes lunettes, le Débarquement d'Énée et Énée et Vénus, tandis que dans les quatre tondi se trouvent La Fuite de Troie, Énée et Didon, Vénus commandant les armes d'Énée à Vulcain et La Défaite de Turnus.

## Galerie

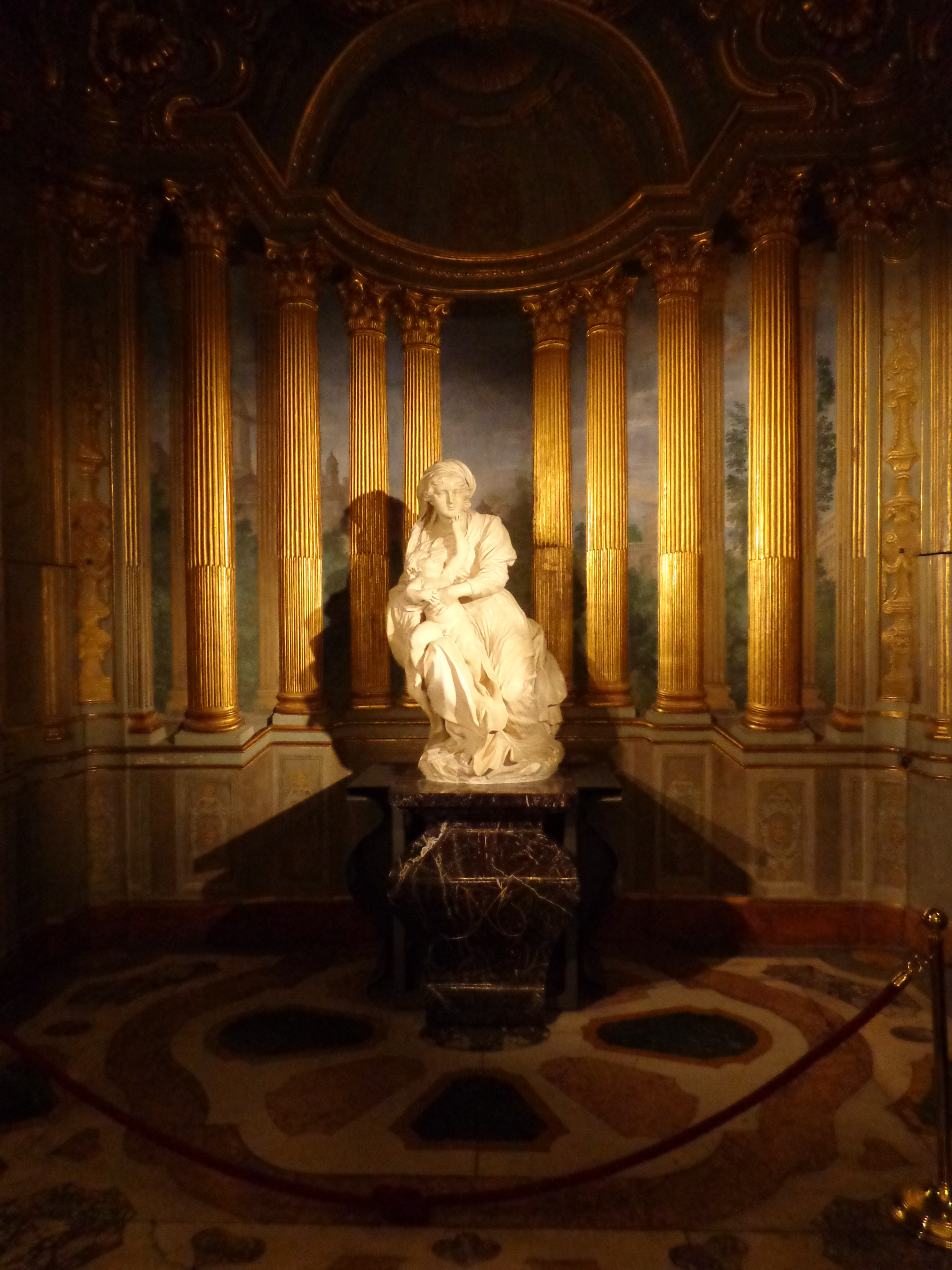
Chapelle avec la Madonna Carrega de Pierre Puget.
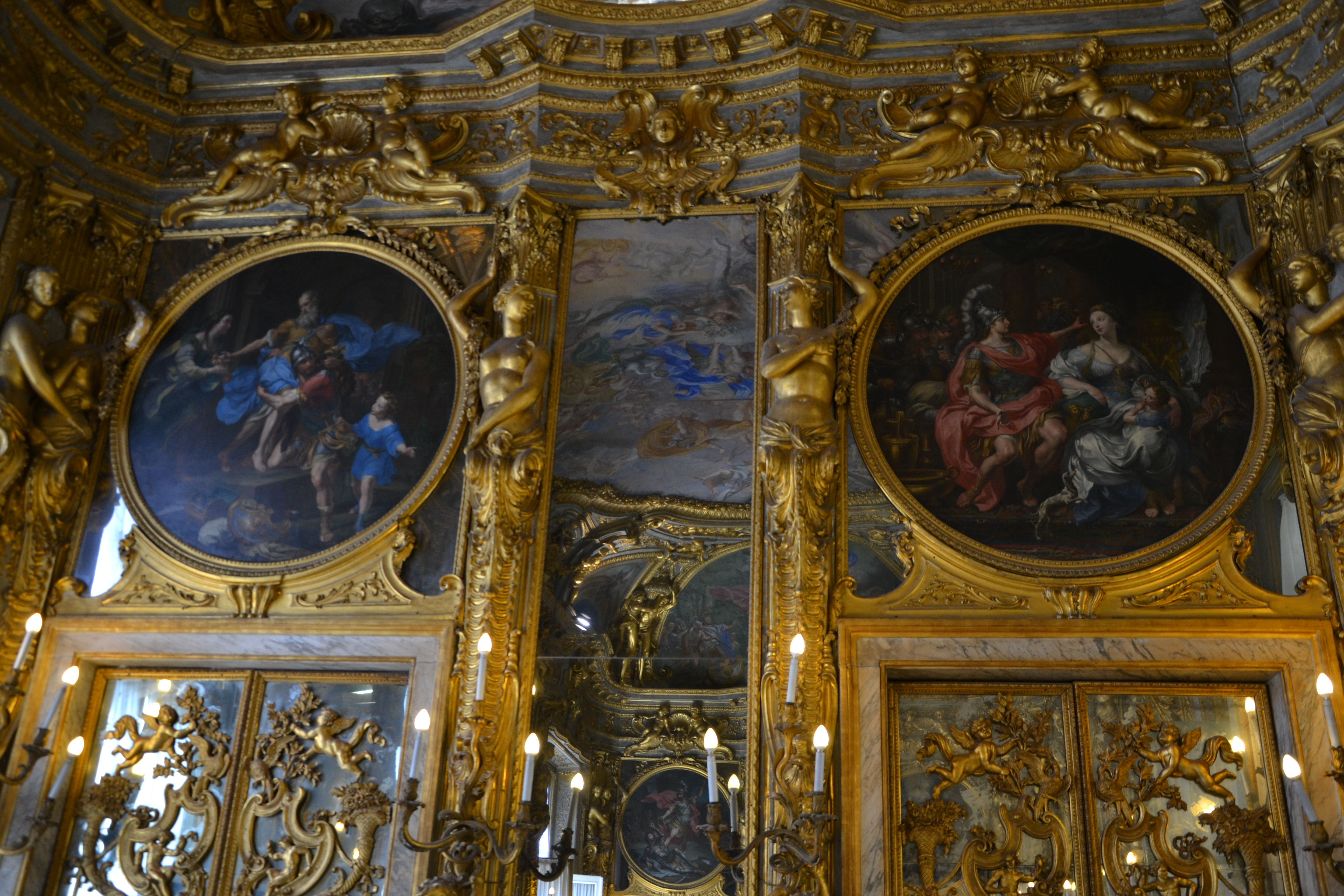
Lorenzo De Ferrari, Histoires d'Énée.
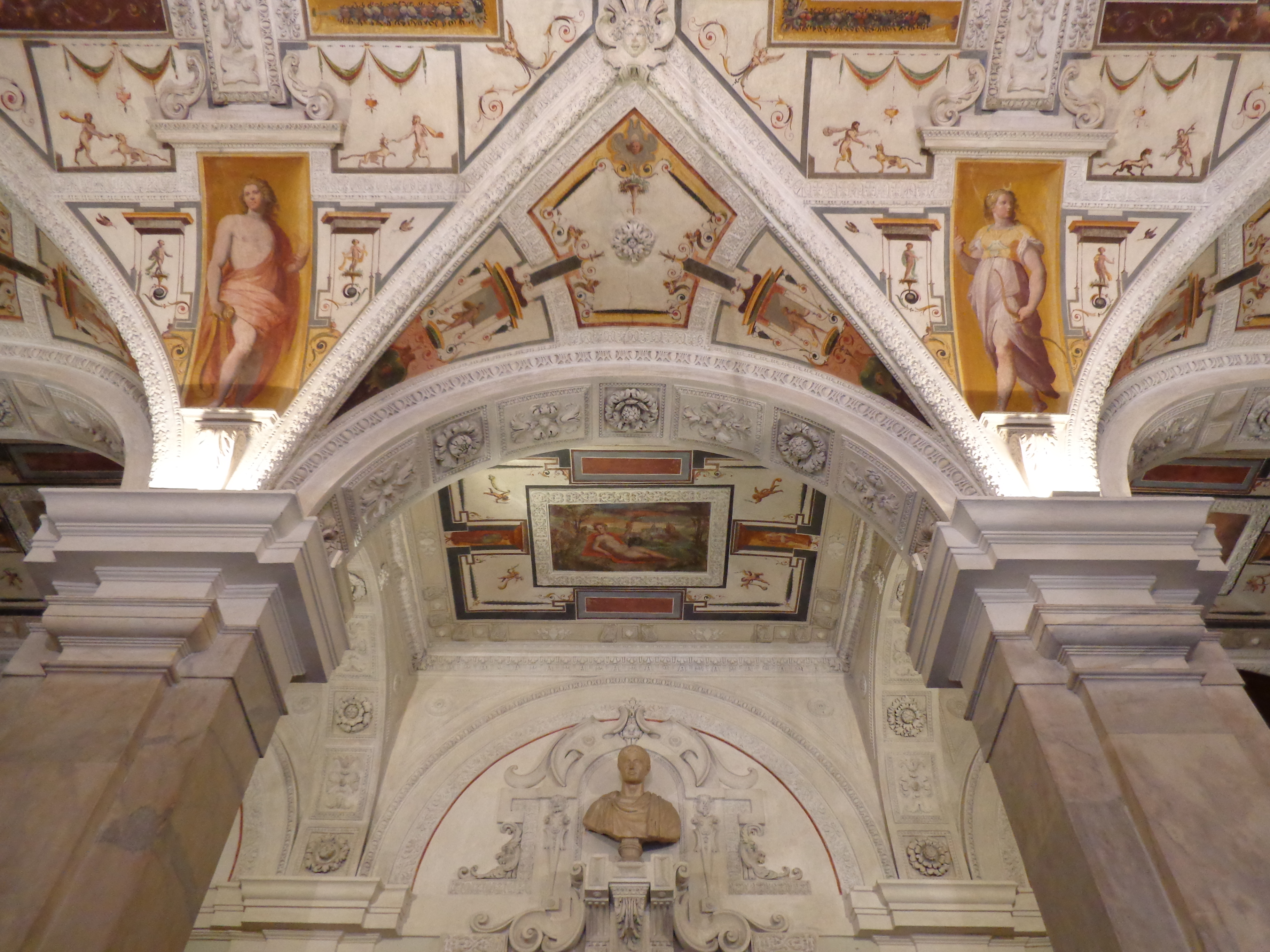
Giovan Battista Castello dit il Bergamasco, détail de l'atrium.
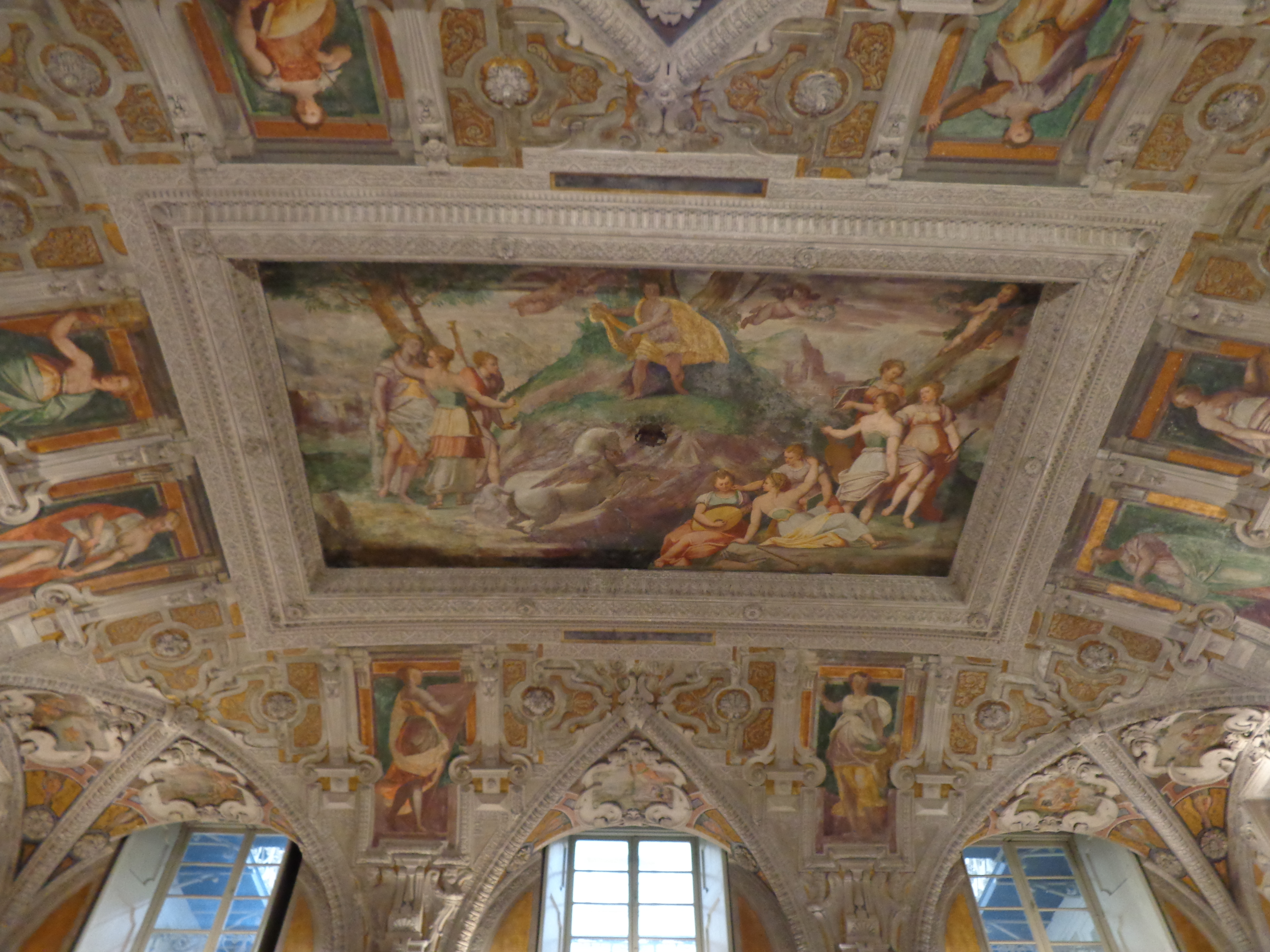
Giovan Battista Castello dit il Bergamasco, Plafond de la salle du Parnasse.